# Парту Патимат
Парту Патима — героиня народных преданий лакского народа середины XIV века во время завоеваний Тамерлана (по другой версии монголов) на территории современного Дагестана.

## Предание
По преданию Парту Патима (Парту с лакского «блистательная») с народом выступила против гнета завоевателя Тамерлана, при помощи Керима. В одном из боев погибает брат Парту Патимы и она, облачившись в доспехи брата, поклялась отомстить за него.
Согласно легенде, недалеко от местности, где в настоящее время с. Леваши встретились два враждебных друг к другу отряда. По состоявшейся традиции обе стороны выставили борцов. С лакской стороны вышел возлюбленный Парту Патимы, с другой — высокий воин. В поединке лакский воин погибает, и взбешенная Патима бросилась на противника и ударом сабли отрубила тому голову. Увидев успех девушки, лакские воины пошли на врагов, которые в итоге выиграли сражение.
Похоронив воинов, погибших в сражении, умирает и сама Патима около родника, в местности которая была названа ее именем между — аулом Хури и Хуна, называемая Партувалу. Там и похоронена Парту Патима.

## Память
Сейчас при въезде в село Ахар Лакского района установлен памятник народной героине.
«Ура!» оглашает овраги и долы,

И громом на горской гремит стороне,

Но стонут монголы, трясутся монголы,

Завидев Парту Патиму на коне.

Вкруг шлема обвив свои косы густые,

По локоть свои засучив рукава,

Туда, где противники самые злые,

Летит она с гордым бесстрашием льва